# Papa Silvestre I
São Silvestre I (em latim: Silvester; Roma, 280 – Roma, 31 de dezembro de 335) foi o 33.º Papa da Igreja, entre 31 de janeiro de 314 e a data de sua morte, durante o reinado do imperador romano Constantino I, que determinou o fim da perseguição aos cristãos, iniciando-se a Paz na Igreja. Silvestre I foi um dos primeiros santos canonizados sem ter sofrido o martírio. A comemoração de São Silvestre é no dia 31 de Dezembro.

## Vida
Silvestre I enviou emissários para presidirem ao sínodo de Arles (314) e ao Primeiro Concílio de Niceia (325), convocados por Constantino, a sua ausência é motivo de debate, provavelmente deve-se ao seu estado de saúde. Durante o seu pontificado a autoridade da Igreja foi estabelecida e se construíram alguns dos primeiros monumentos cristãos, como a Igreja do Santo Sepulcro em Jerusalém, e as primitivas basílicas de Roma (São João de Latrão e São Pedro), bem como das igrejas dos Santos Apóstolos em Constantinopla.
Atribui-se em geral a conversão de Constantino a uma visão que terá tido antes da batalha da ponte de Milvius (312). Mas a tradição medieval, também teria dito que o imperador teria lepra incurável, e logo que Silvestre o batizou por imersão numa piscina ficou imediatamente curado. Esta versão porém não tem fundamento, pois sabe-se que Constantino foi batizado ao fim de sua vida, com a intenção de perdoar seus pecados, por Eusébio, bispo de Nicomédia.